# Bestia (roman)
Bestia (engleză The Beast) este un roman științifico-fantastic scris de A. E. van Vogt care a fost publicat prima oară în 1963 de către Editura Doubleday. Face parte din seria Pendrake.
Potrivit lui Peter Nicholls, acest roman este o refacere a lucrărilor "The Great Engine","The Wonderful Man" (sub denumirea "The Changeling") și "The Beast" prima oară publicate în Astounding Science Fiction în 1943 și 1944. Conform Icshi.net, capitolele romanului au fost formate pe baza acestor povestiri în felul următor:
- Capitolele 1-5: "The Great Engine" 1943;
- Capitolele 5-11: The Changeling 1944;
- Capitolele 12-13: material care face legătura între povestiri;
- Capitolele 14-31 & Epilogue: "The Beast" 1943.

## Povestea
Un soldat înarmat se împiedică de un motor care are proprietatea de respingere a membrelor corpului uman. Apoi acesta devine un obiect mult râvnit de persoane importante care au dorința de a deveni nemuritoare. Pierderile ulterioare vor duce la instalațiile construite de vechii locuitori ai Lunii, acum fiind menținute de oameni din diferite perioade istorice.